# Karl Frohme

Karl Frohme

Karl Franz Egon Frohme (* 4. Februar 1850 in Hannover; † 9. Februar 1933 in Hamburg) war ein deutscher Politiker der SPD.

## Leben und Beruf
Frohme war Sohn eines Schneidermeisters und absolvierte selbst eine Schlosserlehre. Seit Mitte der 1870er Jahre war er Redakteur verschiedener sozialdemokratischer Zeitungen wie zum Beispiel des 1878 aufgrund der „Sozialistengesetze“ eingestellten Frankfurter Volksfreunds, eines Vorgängers der Frankfurter Volksstimme. Seit 1890 wohnte er in Hamburg und war Redakteur der SPD-Zeitung Hamburger Echo.

## Partei
Bereits 1867 trat Frohme als 17-Jähriger dem Allgemeinen Deutschen Arbeiterverein (ADAV) bei. Durch dessen Fusion mit der Sozialdemokratischen Arbeiterpartei kam er 1875 zur SPD (damals noch: Sozialistische Arbeiterpartei Deutschlands). Frohme, der innerparteilich zu den Reformern gehörte, galt Anfang des 20. Jahrhunderts als eines der einflussreichsten Mitglieder der SPD in Norddeutschland.

## Abgeordneter

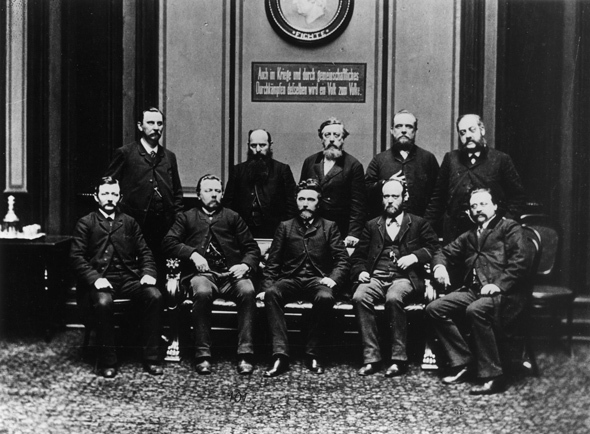
Vordere Reihe sitzend: von links: Georg Schumacher, Friedrich Harm, August Bebel, Heinrich Meister, Karl Frohme. Stehend: Johann Heinrich Wilhelm Dietz, August Kühn, Wilhelm Liebknecht, Karl Grillenberger, Paul Singer als Mitglied der sozialistischen Reichstagsfraktion von 1889

Frohme war von 1881 bis 1924 Reichstagsabgeordneter. Dabei vertrat er zuerst den Wahlkreis Hanau-Gelnhausen und ab 1884 das südliche Schleswig-Holstein im Parlament. 1924 löste ihn Louis Biester als Abgeordneter ab. Frohme war 1896 gemeinsam mit Arthur Stadthagen an den Ausarbeitungen des Bürgerlichen Gesetzbuches (BGB) beteiligt und setzte sich für die Gleichberechtigung von Mann und Frau in der Ehe sowie für ein Kollektives Arbeitsrecht ein, beides wurde jedoch von den bürgerlichen Parteien entschieden abgelehnt.
1914 forderte Frohme eine Verurteilung Karl Liebknechts durch die SPD-Fraktion, wegen dessen Weigerung den Kriegskrediten zuzustimmen.

## Ehrungen
Nach Karl Frohme ist die Frohmestraße (1947) und die Schule Frohme-Straße in Hamburg-Schnelsen benannt.

## Werke
- Ein Immortellenkranz.Sozialdemokratische Dichtungen. Bremen 1872
- Feierstunden. Gedichte. Frankfurt 1876
- Freikugeln. Gedichte. Frankfurt-Bockenheim 1876
- Die Entwicklung der Eigentums-Verhältnisse. Bockenheim 1883 (Reprint:Zentralantiquariat d. DDR, 1975)
- Aus Nacht zum Licht! Essays über die Herrschaft des Aberglaubens und des bevormundenden Geistes der Macht. Wörlein, Nürnberg 1884
- Friedliche Entwicklung oder gewaltsamer Umsturz? Ein Mahnwort an alle Gesellschaftsklassen. Wörlein, Nürnberg 1885
- Demagogie und Sozialdemokratie. Wörlein, Nürnberg 1885
- Die nationale Mission der deutschen Socialdemokratie. Ein durch polizeiliche Versammlungsauflösung auf Grund des Socialistengesetzes unterbrochener Vortrag. Wörlein, Nürnberg [ca. 1885]  (und Wörlein, Nürnberg 1900)
- Friedliche Entwicklung oder gewaltsamer Umsturz? Ein Mahnwort an alle Gesellschaftsklassen. Wörlein, Nürnberg 1885
- W. Hasenclever, K. E. Frohme und Adolf Lepp: Gedichte. J. H. W. Dietz, Stuttgart 1893 (Deutsche Arbeiter Dichtung Bd. 1)
- Adolph von Elm, der Mensch und der Sozialist. In: Sozialistische Monatshefte. - 22(1916), H. 21, S. 1098–1102 Online
- Wehr und Waffen. Erläuterungen zu den Grundsätzen und Forderungen des Kommunalwahlprogramms für die sozialdemokratische Partei der Provinz Schleswig-Holstein, des Fürstenthums Lübeck und des Herzogthums Lauenburg. Im Auftrag der Programm-Kommission. Heinrich Lienau, Neumünster 1902
- Monarchie oder Republik? Kulturgeschichtliche Streifzüge. Auer, Hamburg 1904 (2. unveränd. Aufl. 1904)
- Arbeit und Kultur. Eine Kombination naturwissenschaftlicher, anthropologischer, kulturgeschichtlicher, volkswirtschaftlicher und sozialpolitischer Studien. Verlag Zentral-Verband der Maurer Deutschlands (Bömelburg), Hamburg 1905
- Empor! Lieder und Gedichte Hrsg. vom Vorstand des Sozialdemokratischen Vereins für den achten und zehnten schleswig-holsteinischen Wahlkreis. Auer, Hamburg 1910
- Die Arbeiterbewegung eine Kulturmacht. Vortrag von Karl Frohme, Mitglied des Reichstages, gehalten in der Mitgliederversammlung des Zentral-Verbandes der Zimmerer Deutschlands, Zahlstelle Berlin und Umgegend, am 7. Dez. 1910, in den Sophien-Sälen zu Berlin. Witt, Berlin 1910
- Karl Frohme u. a.: Völkermai 1919.  Hamberger Buchdruckerei und Verlagsanstalt, Hamburg 1919
- Die solidarische Selbsthilfe der Arbeiter. Verlags-Gesellschaft deutscher Konsumvereine, Hamburg 1920  (und 1929)
- Politische Polizei und Justiz im monarchischen Deutschland. Erinnerungen. Auer, Hamburg 1926
- Die soziale Hydra. Verlags-Gesellschaft deutscher Konsumvereine, Hamburg [1934?]